# Digital-lokaler Einzelhandel
Digital-lokaler Einzelhandel oder Local Commerce ist ein Begriff, der verschiedene Ansätze beschreibt, lokale Einzelhändler gegenüber dem Onlinehandel konkurrenzfähig zu machen. Der Begriff setzt sich aus den Begriffen des stationären Handels (local) und dem elektronischen Handel E-Commerce (Commerce) zusammen.
Die verschiedenen Ansätze des Local Commerce zielen darauf ab, dass lokale Einzelhändler neben dem physischen Vor-Ort-Handel zusätzlich online verkaufen können, indem sie auf ihrer Website einen eigenen Onlineshop eröffnen oder an einer Lokalen Shopping-Plattform teilnehmen. Local Commerce beschränkt die Zielgruppe gegenüber dem elektronischen Handel auf Kunden aus der örtlichen Umgebung, um Dienste wie Click and Collect anbieten zu können.